# Isla Paulet
La isla Paulet es una isla de la Antártida en el archipiélago de Joinville, situada a a 3 millas al sudeste de la isla Dundee, en el extremo noreste de la península Antártica. 
Tiene forma circular de aproximadamente 1 milla (1,6 km) de diámetro. Está compuesta por flujos de lava y por un cono de ceniza con un pequeño cráter de origen volcánico en la cumbre, de 353 metros de altura. El calor geotérmico mantiene partes de la isla libres de hielo, y la presencia de tal calor sugiere que estuvo activo dentro de los últimos 1000 años. 
La isla Paulet es un destino común para recorridos turísticos subantárticos.
Fue descubierta por la Expedición Británica de 1839-1843, bajo la dirección de James Clark Ross y llamada así en honor al capitán lord George Paulet de la Marina Real Británica.

## Sitio y monumento histórico

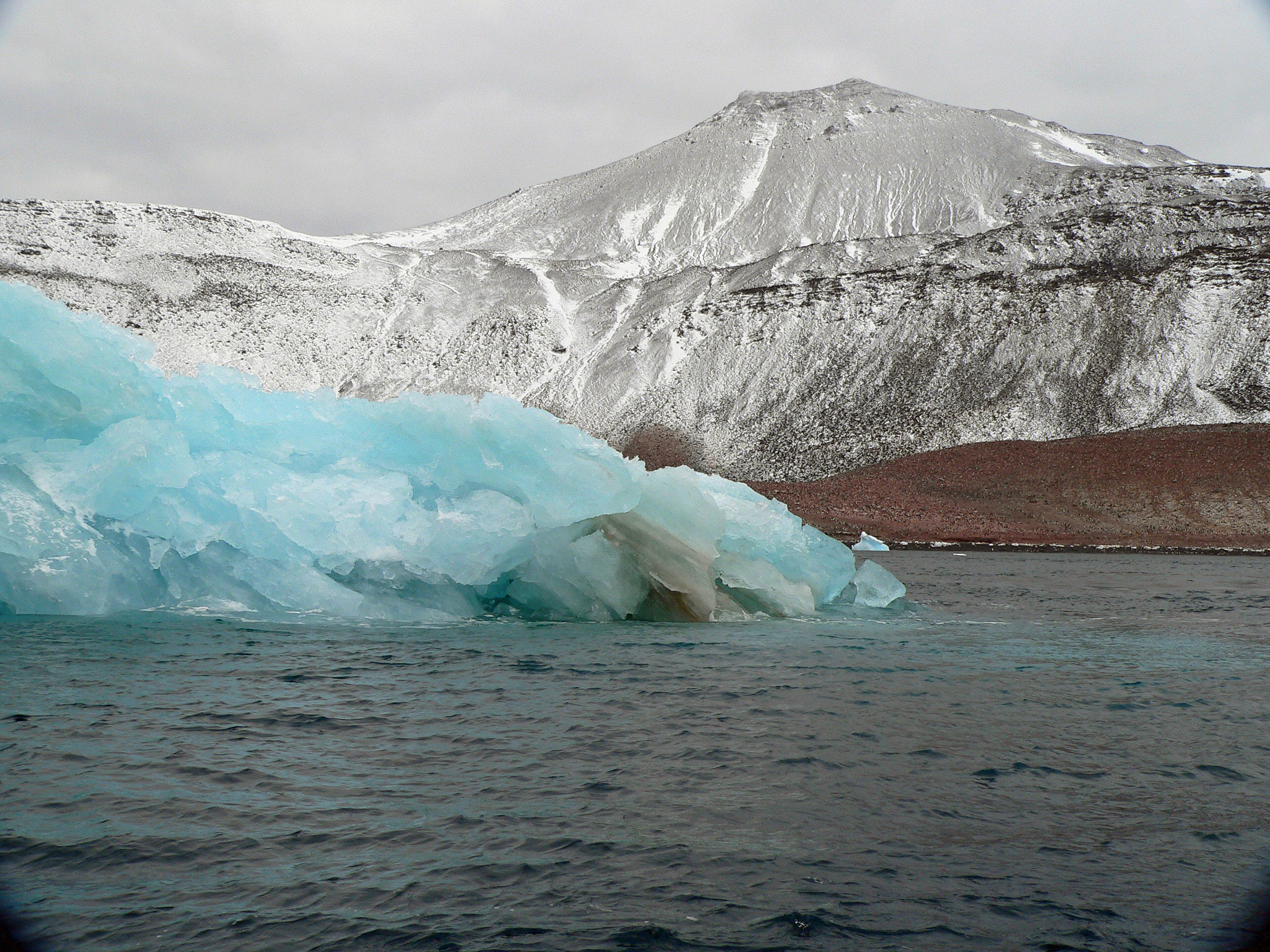
Isla Paulet en febrero de 2007.

La Cabaña de Isla Paulet, una cabaña de piedra construida en febrero de 1903 por los sobrevivientes del buque naufragado Antarctic dirigido por Carl Anton Larsen, miembros de la Expedición Antártica Sueca, junto con una tumba perteneciente a un miembro de la expedición y el mojón de rocas construido por los sobrevivientes del naufragio en el punto más alto de la isla para llamar la atención de las expediciones de rescate, fueron designados a propuesta de Argentina y el Reino Unido Sitio y Monumento Histórico de la Antártida SMH 41: Cabaña de Isla Paulet bajo el Tratado Antártico, y conservado en conjunto por Argentina, Suecia y Noruega.

## Área importante para la conservación de las aves

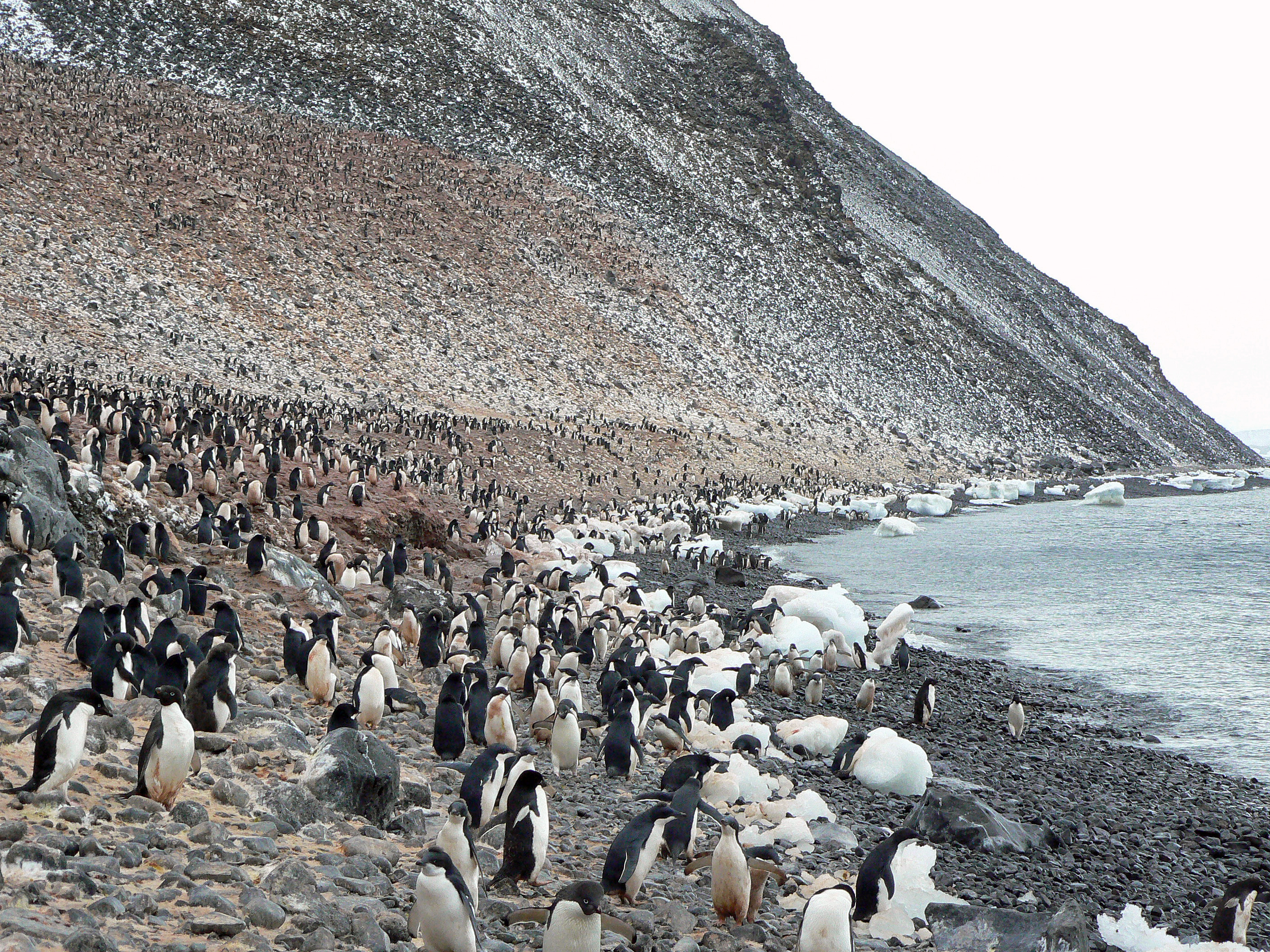
Colonia de pingüinos de Adelia en la isla Paulet.

La isla ha sido identificada como un área importante para la conservación de las aves (IBA) por BirdLife International debido a que soporta una gran colonia de cría de cerca de 100 000 parejas de pingüinos de Adelia. Otras aves que se conoce que anidan en la isla incluyen a cormorán imperial, petrel blanco y gaviota cocinera.

## Reclamaciones territoriales
Argentina incluye a la isla en el departamento Antártida Argentina dentro de la provincia de Tierra del Fuego, Antártida e Islas del Atlántico Sur; para Chile forma parte de la comuna Antártica de la provincia Antártica Chilena dentro de la Región de Magallanes y de la Antártica Chilena; y para el Reino Unido integra el Territorio Antártico Británico. Las tres reclamaciones están sujetas a las disposiciones del Tratado Antártico.
Nomenclatura de los países reclamantes: 
- Argentina: isla Paulet
- Chile: isla Paulet
- Reino Unido: Paulet Island